# Blatenský svah
Blatenský svah je přírodní rezervace o rozloze 13,78 ha. Leží asi 1,2 kilometru západně od obce Blatno. Je chráněna od roku 1934. Jedná se o zbytky starého suťového porostu na žulovém podkladu tvořeného smíšeným lesem s až dvě stě let starými stromy.

## Popis
Starý suťový les na žulovém podkladu mezi Žihlí a Blatnem asi jeden kilometr západně od obce Blatno. Toto chráněné území je nejstarší na okrese Louny. Právní ochrana existuje od roku 1934 rozhodnutím tehdejšího vlastníka hraběte Eugena Czernina. Staré lesní porosty na skalnatém a suťovém podloží mají poměrně zachovalou přirozenou skladbu domácích druhů dřevin. Průměrné stáří stromů je asi 200 let, některé mohutné duby a lípy jsou však mnohem starší. Rostou zde i habry, jilmy, javory, buky a břízy. Je zde také zastoupeno několik druhů jehličnanů: borovice lesní, jalovce a smrky. Vstup do chráněného území je možný od silnice z Blatna do Tisu u Blatna a po červeně značené turistické trase od nádraží v Blatně.